# Laser półprzewodnikowy

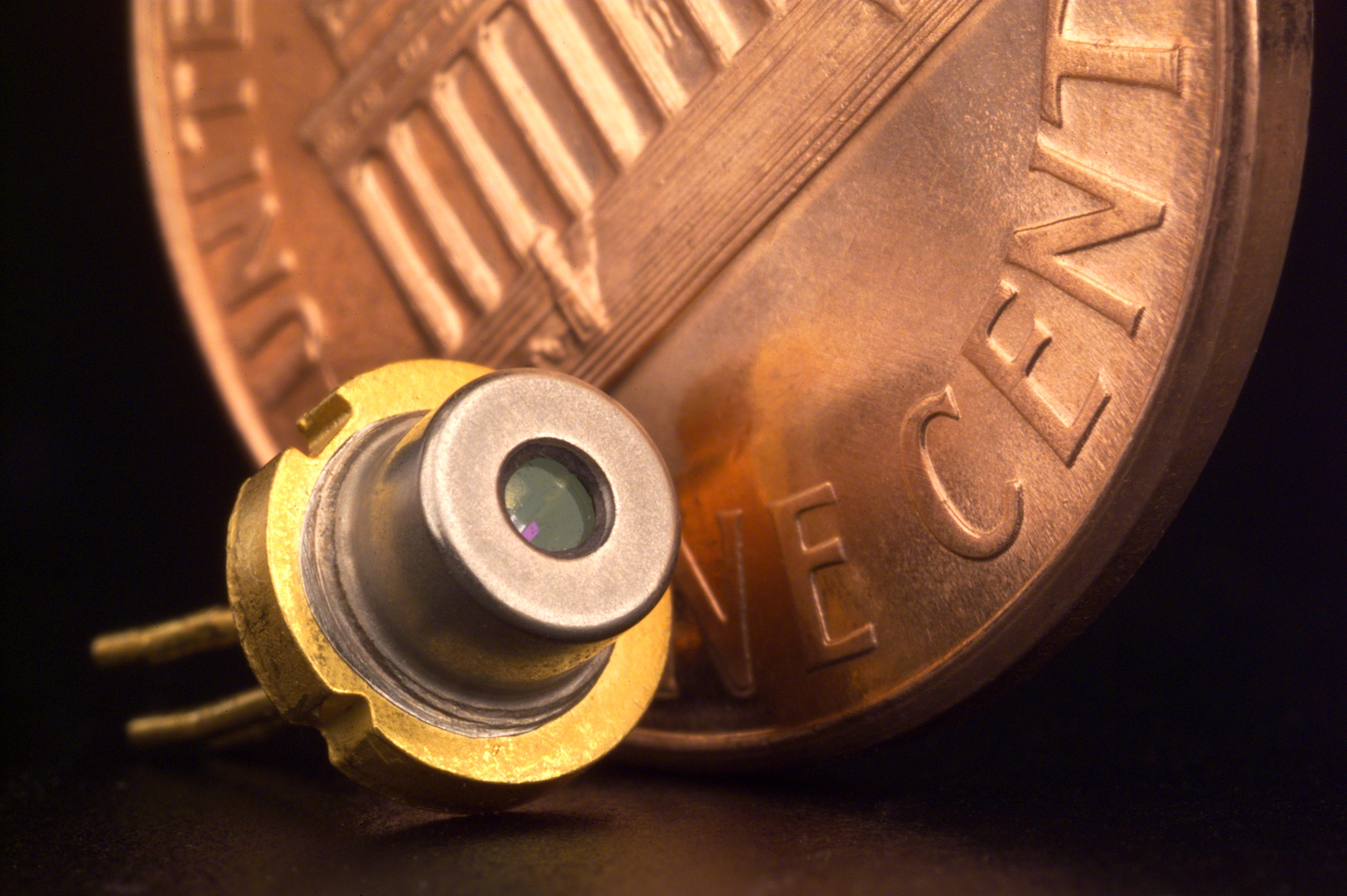
Laser półprzewodnikowy w obudowie przy monecie jednocentowej

Laser półprzewodnikowy, nazywany również laserem diodowym lub diodą laserową – laser, którego obszarem czynnym jest półprzewodnik. Najczęściej laser półprzewodnikowy ma postać złącza p-n w którym obszar czynny jest pompowany przez przepływający przez złącze prąd elektryczny.
Są to najbardziej perspektywiczne lasery z punktu widzenia ich zastosowań w fotonice ze względu na małe wymiary, dość wysokie moce, łatwość modulacji prądem sterującym o wysokiej częstotliwości (rzędu gigaherców) i możliwość uzyskania promieniowania od pasma bliskiej podczerwieni (diody laserowe dla telekomunikacji światłowodowej) do skraju fioletowego pasma widzialnego.

## Budowa i zasada działania

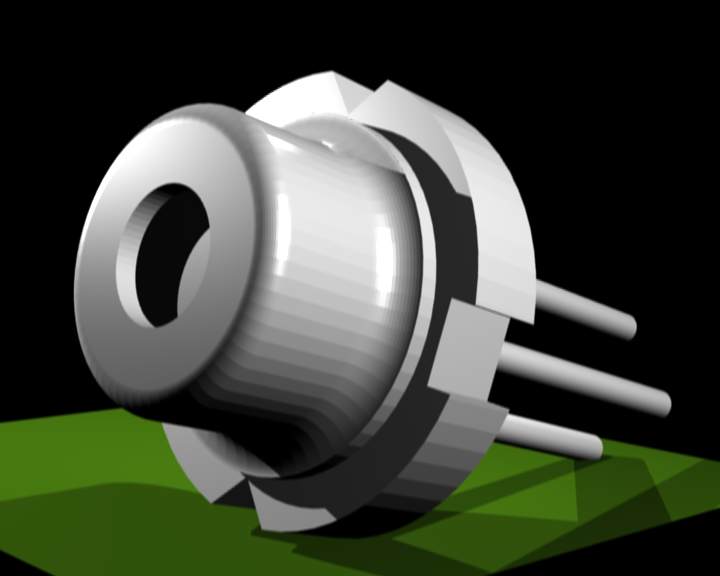
Model 3D lasera półprzewodnikowego stosowanego w napędach dysków optycznych

Laser ten jest wielowarstwową strukturą półprzewodników typu n (nadmiar elektronów w paśmie przewodnictwa) i p (więcej dziur w paśmie walencyjnym). Przejście elektronu do pasma przewodzenia na skutek zasilania prądem (pompowanie) połączone jest z odwrotnym procesem spontanicznym, zwanym rekombinacją promienistą. Proces ten prowadzi do uwolnienia fotonu. Przy dostatecznie dużym prądzie może zajść inwersja obsadzeń, pozwalająca wywołać akcję laserową. Zewnętrzne ścianki falowodu tworzą rezonatory Fabry’ego-Perota.
Warstwa falowodowa ma grubość rzędu 2 μm, co ułatwia uzyskanie inwersji obsadzeń przy małym prądzie, a jej szerokość wynosi 10 μm. W związku z dyfrakcją, rezultatem takiej budowy warstwy czynnej są duże kąty rozbieżności wiązki, różne w obydwu przekrojach (rzędu 30° odpowiadający grubości 2 μm i ponad 5° dla szerokości 10 μm). W celu zmniejszenia asymetrii wiązki stosuje się dodatkowe układy optyczne (pryzmatyczne lub cylindryczne) mające różne powiększenia w tych przekrojach. Do wad tych laserów należy zaliczyć szersze widmo promieniowania w porównaniu np. z laserem He-Ne i silny wpływ zmiany temperatury na moc wiązki i długość generowanej fali. Wady te można wyeliminować (a co najmniej, istotnie ograniczyć) stosując odpowiednio rozbudowany układ zasilający z ujemnym sprzężeniem zwrotnym. Obecnie większość produkowanych diod laserowych powszechnego zastosowania posiada wbudowaną fotodiodę, która pozwala na pomiar natężenia emitowanego światła. Układ zasilający ma postać sterowanego źródła prądowego, które dostarcza diodzie laserowej prąd o wielkości zależnej od prądu płynącego przez fotodiodę. Ujemne sprzężenie zwrotne sprawia, że im więcej światła emituje laser, tym słabszym prądem jest on zasilany.
W fotonice do budowy struktur informatycznych wykorzystuje się również macierze laserów umieszczonych na wspólnym podłożu. Średnice pojedynczych laserów mogą być rzędu kilku mikrometrów. Każdy z laserów może być niezależnie sterowany elektronicznie, stąd macierz laserów tworzy razem powierzchniową strukturę niemal punktowych źródeł promieniowania.
Zjawisko elektroluminescencji w złączu półprzewodnikowym p-n zostało po raz pierwszy zaobserwowane w 1952 roku przez naukowców Haynesa i Briggsa. Prace które prowadzili miały na celu zbadanie właściwości luminescencyjne złącza, przez które płynie bardzo duży prąd w kierunku przewodzenia. W roku 1958 Aigrain zauważył, że świecenie rekombinacyjne elektronów i dziur wstrzykiwanych poprzez pasmo zabronione może służyć do otrzymania inwersji obsadzeń. W latach 1960–62 rozgorzała dyskusja nad wykorzystaniem tego świecenia do budowy lasera półprzewodnikowego, która zakończyła się w niedługim czasie zbudowaniem złącza półprzewodnikowego typu p-n z arsenku galu (GaAs) o bardzo dużej wydajności elektroluminescencyjnej.
Lasery półprzewodnikowe są źródłami promieniowania spójnego, w których funkcję ośrodka czynnego pełni półprzewodnik. Można je podzielić na dwie grupy:
1. półprzewodnikowe lasery złączowe (diodowe)
2. półprzewodnikowe lasery bezzłączowe- wykonane z jednorodnego materiału.

W półprzewodnikowym laserze złączowym proces emisji promieniowania jest zlokalizowany w obszarze przylegającym do złącza diody półprzewodnikowej. Aby nastąpiła akcja laserowa, podobnie jak w innych laserach muszą nastąpić odpowiednie warunki, wynikające przede wszystkim ze struktury poziomów energetycznych. W półprzewodnikach rozpatruje się stany energetyczne półprzewodnika jako całości, a nie poziomy poszczególnych atomów. Inwersja obsadzeń odbywa się nie w całej objętości ośrodka czynnego, ale w ścisłym otoczeniu złącza.
Dioda elektroluminescencyjna daje szerokie widmo emisji, głównie zależne od intensywności z jaką są wstrzykiwane nośniki, czyli inaczej mówiąc od natężenia prądu jaki przez nią płynie. Rekombinacji elektronów i dziur towarzyszy emisja fotonów, jak już wcześniej było powiedziane, ale ta emisja jest emisją spontaniczną, wielokierunkową, przez co większość fotonów szybko opuszcza obszar czynny, lecz niektóre z nich zderzają się ze wzbudzonymi elektronami powodując przejście emisyjne wymuszone. W pewnych warunkach może nastąpić sytuacja kiedy wytwarzane fotony wymuszą emisję fotonów liczniejszych niż te, które będą pochłaniane, w takiej sytuacji nastąpi wzmocnienie promieniowania.
Aby akcja laserowa nastąpiła, musi występować jeszcze urządzenie, które będzie wypromieniowane fotony scalało w jedną spójną wiązkę zwaną promieniem laserowym, to urządzenie nosi nazwę rezonatora optycznego. W celu stworzenia rezonatora optycznego należy ukształtować złącze diody możliwie płaskie, a z obu jego przeciwległych stron umieścić prostopadłe do płaszczyzny złącza i równoległe do siebie powierzchnie odbijające. Jedno ze zwierciadeł musi być częściowo przepuszczalne, zwierciadło takie nazywane jest promiennikiem światła laserowego. Aby zapobiec możliwości wzbudzenia się akcji laserowej w kierunku poprzecznym, boczne powierzchnie rezonatora powinny być matowe i nieznacznie odchylone od wzajemnej równoległości. W celu osiągnięcia akcji laserowej przez diodę luminescencyjną musi płynąć odpowiednio duży prąd, prąd progowy. Jeśli natężenie prądu jest mniejsze, rekombinacja elektronów i dziur nie powoduje akcji laserowej, a dioda emituje światło niespójne.

## Obszary czynne laserów półprzewodnikowych
Lasery złączowe:
- struktura homozłączowa
- struktura monoheterozłączowa
- struktura biheterozłączowa
- studnia kwantowa
- druty kwantowe
- kropki kwantowe

Lasery bezzłączowe:
- struktura lasera kaskadowego

## Rodzaje laserów półprzewodnikowych
- Laser o emisji krawędziowej
- Laser o emisji powierzchniowej
- Niebieski laser
- Laser UV

## Historia
Pierwsze lasery półprzewodnikowe powstały niemal równocześnie w 1962 w czterech laboratoriach amerykańskich

i jednym radzieckim.
W większości z tych laserów złącze wykonane było z arsenku galu. W jednym przypadku był to fosforo-arsenek galu.
Pierwszy laser półprzewodnikowy w Polsce został wykonany w 1966 przez Bohdana Mroziewicza w Instytucie Podstawowych Problemów Techniki PAN.

Pierwsze lasery półprzewodnikowe oparte były na strukturze homozłączowej i pracowały wyłącznie w niskich temperaturach.
W 1963 Herbert Kroemer i Żores Ałfiorow niezależnie zaproponowali zastosowanie struktury heterozłączowej w celu polepszenia sprawności emisji wymuszonej.

## Zastosowania
Ze względu na niewielkie rozmiary, niskie koszty produkcji, oraz wysoką wydajność, lasery półprzewodnikowe są dzisiaj najczęściej wykorzystywanym rodzajem laserów, znajdują zastosowanie między innymi w napędach CD, DVD, Blu-ray, XDCAM, wskaźnikach laserowych, łączności światłowodowej, w zastosowaniach militarnych jako wskaźniki celu lub do pomiaru odległości (dalmierze). Diody laserowe są również wykorzystywane do zasilania (pompowania) laserów na ciele stałym.